# Битка код Добора (1394)
Битка код Добора вођена је јула 1394. године између угарског краља Жигмунда Луксембуршког са једне и славонског великаша Иваниша Хорвата са друге стране. Завршена је победом угарског краља. Иваниш Хорват, Жигмундов дугогодишњи непријатељ, заробљен је у овој бици. Угарски краљ га је погубио..

## Позадина
Смрт угарског краља Лајоша I (1382) довела је до избијања грађанског рата у Угарској. Иваниш Хорват, на челу породице Хорват, стао је на страну противника краљице Марије и њене мајке Јелисавете. Бан Славоније Иваниш је постао 1385. године. Уз помоћ Иваниша Хорвата и његове браће, Карло III Напуљски је успео збацити Марију крајем 1385. године и преузети власт над земљом. Карло, међутим, умире већ следеће године те Иваниш иступа у име његовог малолетног сина Ладислава. Марија се у међувремену удала за Жигмунда Луксембуршког те устанак добија карактер рата Анжујаца и Луксембурга. Иваниш, који је управљао Мачванском бановином, је у бици код Горјана заробио обе краљице и на престо поставио Ладислава. Босански краљ Твртко I Котроманић и моравски кнез Лазар Хребељановић стају на страну Иваниша Хорвата. Уз њихову помоћ, Хорват неколико пута упада у Славонију и Мађарску. Ладислав га је 1391. године именовао намесником Хрватске, Далмације и Мађарске.

### Сукоб Дабише и Иваниша Хорвата
Твртко I је умро 1391. године. Наследио га је Стефан Дабиша. Дабиша је успео да одржи Тврткову земљу неокрњену до 1393. године. Претходне године, у јесен, Дабиша склапа мир са угарским краљем Жигмундом признајући му врховна права. Маја 1393. године очекивао се састанак двојице владара у Ђакову. Између 29. септембра 1393. године и јуна 1394. године Дабиша је променио држање према угарском краљу. Иваниш Хорват се помиње као сведок Дабишине повеље Жорету Бокшићу од 29. септембра 1393. године. Међутим, убрзо је дошло до погоршања односа што јасно видимо из Дабишиног писма Корчуланима, Хваранима и Брачанима од 5. јула 1394. године. У писму се Иваниш Хорват назива „бунтовником и неверником". Дабиша је својим поданицима на овим острвима наредио да освоје Иванишев град Омиш.

## Битка
Жигмунд је у пролеће 1394. године одлучио да среди прилике у јужним крајевима своје државе. У Ђаково је, међутим, дошао тек почетком лета. Тамо је 11. јула издао повељу жупану Семковићу и његовој браћи. Ова властеоска породица признала је врховну власт угарског краља и његово право да наследи Дабишу на босанском престолу. Иста одредба помиње се и годину дана раније, 23. августа 1393. године, у заклетви војводе Хрвоја Вукчића. То јасно сведочи о намерама Жигмунда Луксембуршког да буде крунисан сугубим венцем.
Између 11. и 20. јула 1394. године дошло је до битке код Добора између угарске и војске Иваниша Хорвата. Угарску војску предводио је краљ Жигмунд лично, као и палатин Никола Горјански и острогонски надбискуп Јован Канижаји. Угари односе победу у бици. Жигмунд је освојио и спалио тврђаву Добор. Град Добор, тзв. „Врата Босне" убрзо је обновљен и ојачан. Ту су се у 15. веку водиле значајне битке између Угара и Османлија. Браћа Хорвати, на челу са Иванишем, су заробљени и побијени. Значај битке био је толики да је сам босански краљ Дабиша лично дошао пред угарског краља на бојиште са својим велможама и признао га за врховног господара. Заузврат, попут бана Стефана II Котроманића, босански краљ је од Жигмунда добио жупу Шомођ у лични феуд. Њоме је управљао до своје смрти, 8. септембра 1395. године.
Иваниш Хорват је погубљен 15. августа 1394. године у Печују, заједно са још 32 устаника.